# Pietro Taverna
Pietro Carlo Giovanni Taverna (Pontecurone, 8 novembre 1906 – Pontecurone, 28 marzo 1971) è stato un calciatore italiano, di ruolo centrocampista.

## Carriera
Nella stagione 1929-1930 ha vinto il campionato di Prima Divisione con il Derthona.
Nella stagione 1930-1931 ha segnato 6 gol in 33 presenze con il Derthona, squadra di cui è stato il miglior marcatore stagionale e con cui a fine campionato è retrocesso in Prima Divisione. Ha giocato in seconda serie con la squadra piemontese anche nella stagione 1933-1934, nella quale ha giocato 24 partite, e nella stagione 1934-1935. Nella stagione 1936-1937 ha giocato nell'Andrea Doria in Serie C.

## Palmarès

### Club

#### Competizioni nazionali
- Prima Divisione: 1

Derthona: 1929-1930